# Mimi Hafida
Mimi Hafida (sinh ngày 26 tháng 8 năm 1965, Batna, Algérie) là một nhà thơ, nhà báo và nghệ sĩ thị giác người Algeria. Cô đã nhận được Giải thưởng Mohammed Dib năm 2010 bằng tiếng Ả Rập  cho bộ sưu tập của mình, "Tales of the Aures" 
"Tales of the Aures" là một tập truyện, tất cả đều liên quan đến mối quan tâm của trẻ em và đặc biệt là sự đau khổ của chúng. Hafida cũng là một nhà báo phát sóng trên Radio Aurès (fr) ở Batna. Hafida cũng được biết đến như một nhà điêu khắc, đặc biệt cho công việc của mình bằng cách sử dụng ghim an toàn. Công việc nổi tiếng nhất của cô là tập hợp các chốt an toàn tạo ra một người phụ nữ.